# Слуква молуцька
Слуква молуцька (Scolopax rochussenii) — вид прибережних птахів родини баранцевих (Scolopacidae).

## Назва
Видова назва rochussenii на честь генерал-губернатора Голландської Ост-Індії (з 1845 по 1851 роки) Яна Якоба Рохуссена (1797-1871).

## Поширення
Ендемік Індонезії. Поширений на невеликому острові Обі на півночі Молуцьких островів (провінція Північне Малуку). Він був відомий з восьми зразків (останній зібраний у 1980 році). У 1902 році одну самицю вполювали на сусідньому острові Бачан, де більше вид не був виявлений, незважаючи на численні орнітологічні дослідження острова згодом. На Обі зареєстрований під час двотижневого обстеження у 2010 році і 51 раз в 11 місцях (з 20 досліджених) протягом 2012 року. Відтоді його регулярно спостерігали в лісистих районах поблизу річок на різних висотах.

## Опис
Кулик середнього розміру, приблизно 40 см завдовжки, з довгим темним дзьобом, помаранчевим оперенням знизу та чорними смугами зверху. Оперення позначене великими рудуватими плямами.